# Хвадагиани, Саба
Саба Хвадагиани (груз. საბა ხვადაგიანი; род. 30 января 2003, Тбилиси) — грузинский футболист, защитник клуба «Маккаби» Нетания. Выступал за национальную сборную Грузии.

## Карьера

### «Динамо» Тбилиси

#### Сезон 2021
Воспитанник футбольной академии тбилисского «Динамо». В 2020 году футболист стал подтягиваться к играм с основной командой клуба, несколько раз попав в заявку клуба, однако на поле так и не вышел. Новый сезон футболист начал с победы за Суперкубок Грузии, где в финале 21 февраля 2021 года победили клуб «Гагра», однако сам футболист остался на скамейке запасных. Дебютировал за клуб футболист 27 февраля 2021 года в матче против клуба «Самгурали», выйдя на поле в стартовом составе. Дебютный гол за клуб футболист забил 16 мая 2021 года в матче против клуба «Телави». В июле 2021 года футболист вместе с клубом отправился на квалификационные матчи Лиши чемпионов УЕФА. Первый матч в рамках еврокубкового турнира футболист сыграл 7 июля 2021 года против азербайджанского «Нефтчи». В ответном матче 14 июля 2021 года азербайджанский «Нефтчи» также оказался сильнее и вышел в следующий квалификационный раунд, в то время как футболист вместе с «Динамо» вылетел в квалификации Лиги конференций УЕФА. По итогу второго квалификационного раунда Лиги конференций УЕФА футболист вместе с клубом по сумме матчей уступили израильскому «Маккаби» Хайфа и завершили еврокубковую компанию. На протяжении сезона футболист был одним из ключевых игроков клуба, вместе с которым стал серебряным призёром чемпионата.

#### Сезон 2022
Первый матч в новом сезоне футболист сыграл 25 февраля 2022 года против кутаисского «Торпедо», выйдя на поле в стартовом составе. В июле 2022 года футболист вместе с клубом отправился на квалификационные матчи Лиги конференций УЕФА. По итогу первого квалификационного раунда футболист вместе с клубом по сумме матчей уступили эстонскому «Пайде», в то время как сам футболист в обоих встречах остался на скамейке запасных. Первым результативным действием за клуб в сезоне футболист отличился 29 октября 2022 года в матче против клуба «Сабуртало», отдав голевую передачу. На протяжении сезона футболист оставался в клубе одним из ключевых игроков тбилисского клуба, отличившись своей единственной результативной передачей. По итогу сезона футболист вместе с клубом стал победителем чемпионата.

#### Сезон 2023
Новый сезон футболист начал 25 февраля 2023 года с матча против клуба «Дила», выйдя на замену на 67 минуте. Первым забитым голом в сезоне футболист отличился 19 мая 2023 года в составе второй команды против клуба «Колхети-1913». Вместе с клубом футболист стал обладателем Суперкубка Грузии, где в финале 4 июля 2023 года победили батумское «Динамо», однако сам футболист остался на скамейке запасных. В июле 2023 года футболист вместе с клубом отправился на квалификационные матчи Лиги чемпионов УЕФА. Первый матч в рамках еврокубкового турнира футболист сыграл 12 июля 2023 года против казахстанской «Астаны». По итогу ответной встречи 19 июля 2023 года казахстанская «Астана» оказалась сильнее и прошла в следующий квалификационный раунд. По итогу второго квалификационного раунда Лиги конференций УЕФА футболист вместе с клубом по сумме матчей уступили мальтийскому клубу «Хамрун Спартанс» и завершили свою еврокубковую компанию. Первым результативным действием за клуб в сезоне футболист отличился 7 октября 2023 года в матче против клуба «Самтредиа», отдав голевую передачу. Своим первым забитым голом за клуб в сезоне футболист отличился 10 ноября 2023 года в матче против «Шукуры». По итогу сезона футболист вместе с клубом стал серебряным призёром чемпионата. Сам же футболист за сезон отличился 2 забитыми голами и результативной передачей.

### «Маккаби» Нетания

#### Сезон 2023/24
В январе 2024 года футболист перешёл в израильский клуб «Маккаби» Нетания. Дебютировал за клуб футболист 11 февраля 2024 года в матче против клуба «Хапоэль» Беэр-Шева, выйдя на поле в стартовом составе. Вместе с клубом футболист завершил основную часть чемпионата на итоговом девятом месте в турнирной таблице, отправившись в раунд на выбывание. Вместе с клубом футболист дошёл до полуфинала Кубка Израиля, где 24 апреля 2024 года уступили клубу «Хапоэль» Беэр-Шева. По итогу раунда на выбывание, где футболист большую часть матчей провёл на скамейке запасных, израильский клуб остановился также на девятом месте, сохранив прописку в элитном дивизионе. На протяжении сезона футболист выступал за клуб в роли одного из основных игроков, результативными действиями не отличившись, потеряв место в стартовом составе под конец чемпионата.

#### Аренда в «Динамо» Тбилиси
В июле 2024 года футболист на правах арендного соглашения присоединился к тбилисскому «Динамо». Новый сезон футболист начал с поражения за Суперкубок Грузии, где в финале 3 июля 2024 года уступили кутаисскому «Торпедо». В июле вместе с клубом футболист отправился на квалификационные матчи Лиги конференций УЕФА, где по сумме встреч уступили черногорскому клубу «Морнар», завершив выступление на турнире. Первым забитым голом за клуб футболист отличился 28 июля 2024 года в матче Кубка Грузии против клуба «Иберия 1999». Первым забитым голом в чемпионате футболист отличился 19 октября 2024 года в матче против клуба «Телави».  В финале Кубка Грузии 5 декабря 2024 года футболист вместе с клубом уступили в серии пенальти клубу «Спаэри». По итогу сезона футболист вместе с клубом завершил чемпионат на итоговом седьмом месте. В июне 2025 года футболист покинул тбилисский клуб по окончании срока арендного соглашения.

## Международная карьера
В октябре 2018 года футболист получил вызов в юношескую сборную Грузии до 17 лет для участия в квалификационных матчах юношеского чемпионата Европы. Дебютировал за сборную 24 октября 2018 года в матче против сборной Дании. Дебютный гол за сборную футболист забил 21 января 2020 года в матче против сборной Исландии.
В марте 2021 года футболист получил вызов в молодёжную сборную Грузии. Дебютировал за сборную 29 марта 2021 года в товарищеском матче против сборной Беларуси. В сентябре 2021 года футболист получил вызов в национальную сборную Грузии. Дебютировал за сборную 8 сентября 2021 года в товарищеском матче против сборной Болгарии, выйдя на поле в стартовом составе. В марте 2022 года футболист в составе юношеской сборной Грузии до 19 лет принимал участие в квалификациях юношеского чемпионата Европы.
Дебютный гол за молодёжную сборную Грузии футболист забил 21 ноября 2022 года в товарищеском матче против сборной Украины. В июне 2023 года в составе сборной футболист отправился на молодёжный чемпионат Европы. Первый матч на турнире футболист сыграл 21 июня 2023 года против сборной Португалии. По итогу группового этапа футболист вместе со сборной занял первое место и вышел в раунд плей-офф. В матче 1/8 финала 1 июля 2023 года уступили сборной Израиля и завершили своё выступление на турнире.

## Достижения
«Динамо» Тбилиси
- Чемпион Грузии: 2022
- Обладатель Суперкубка Грузии (2): 2021, 2023